# CURE Insurance Arena
Die CURE Insurance Arena ist eine Mehrzweckhalle in der US-amerikanischen Stadt Trenton im Bundesstaat New Jersey. Der Eigentümer der Halle ist der Mercer County, in welchem Trenton liegt. Im Oktober 2017 wurde die Autoversicherung CURE Auto Insurance neuer Namenssponsor der Arena.

## Kapazität
Die Kapazität der Halle schwankt in Abhängigkeit von der Art der Veranstaltung. Grundsätzlich erfolgte die Auslegung für 8.500 Plätze. Für Konzerte kann jedoch eine Kapazität von bis zu 10.500 Plätzen bereitgestellt werden.